# إدارة ريو نيغرو
إدارة ريو نيغرو (بالإسبانية: Departamento de Río Negro)(تلفظ بالإسبانية: ‎/ˈri.o ˈneɣɾo/‏) هي واحدة من إدارات الأوروغواي. تبلغ مساحتها 9,282 كيلومتر مربع (3,584 ميل2) وعدد سكانها 54,765 نسمة. وعاصمتها هي فراي بنتوس. تحدها من الشمال إدارة بايساندو ومن الشرق إدارة تاكواريمبو ومن الجنوب الشرقي إدارة دورازنو ومن الجنوب إدارة سوريانو، ويحدد حدودها الغربية نهر الأوروغواي الذي يفصلها عن الأرجنتين.

## التاريخ
أنشئت ست إدارات في التقسيم الأول للجمهورية، الذي جرى في 27 يناير 1816 ثم أضيفت إدارتان أخريان في وقت لاحق من ذلك العام. كانت إدارة بايساندو آنذاك تضم جميع الأراضي الواقعة شمال نهر ريو نيغرو والتي تشمل إدارة ريو نيغرو الحالية، استمر هذا الوضع حتى انفصلت عنها رسميًا بنص القانون رقم 1475 الصادر في 7 يوليو 1880 والذي أصبح ساريًا في 1 أغسطس 1881.

## جغرافيا

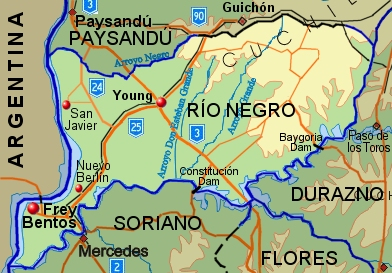
خريطة طبوغرافية لإدارة ريو نيغرو

تبلغ مساحة الإدارة 9,282 كيلومترًا مربعًا، ويحدها من الجنوب نهر ريو نيغرو الذي يشكل الحدود مع إدارة دورازنو من الجنوب الشرقي وإدارة سوريانو من الجنوب. تتدفق عبر معظم أراضي الإدارة جداول ترفد هذا النهر. يشكل أرويو سالسيبويدس غراندي جزءًا من الحدود مع إدارة تاكواريمبو وحدد مجرى أرويو خوان توماس جزءًا صغيرًا من الحدود الشمالية الشرقية مع إدارة بايساندو.

## السكان
بلغ عدد سكان إدارة ريو نيغرو 54و765 (27,576 ذكر و27,189 أنثى) و20,975 أسرة في تعداد 2011. ثم زاد إلى 57,334 نسمة في 2023.
البيانات الديموغرافية لإدارة ريو نيغرو عام 2010:
- معدل النمو السكاني: 0.529٪
- معدل المواليد: 15.82 مولود / 1000 شخص
- معدل الوفيات: 7.38 حالة وفاة / 1000 شخص
- متوسط العمر: 31.5 (31.3 ذكور و 31.6 إناث)
- متوسط العمر المتوقع عند الولادة:
  - مجموع السكان: 78.04 سنة
  - الذكور: 74.78 سنة
  - أنثى: 81.05 سنة
- متوسط دخل الأسرة: 25,585 بيزو / شهر
- دخل الفرد في الحضر: 9,137 بيزو / شهر

### المراكز الحضرية الرئيسية
| المدينة      | عدد السكان |
| ------------ | ---------- |
| فراي بينتوس  | 22,406     |
| يانغ         | 16,756     |
| نويفو بيرلين | 2,450      |
| سان خافيير   | 1,781      |

## الاقتصاد
الزراعة وهي النشاط الاقتصادي الأساسي في الجزء الغربي من الإدارة، فيزرع فيها: الكتان وعباد الشمس والقمح والذرة والحبوب والعنب وعدة جانب محاصيل أخرى. أما النصف الشرقي من الإدارة فيتميز بوجود مساحات شاسعة من المراعي المخصصة لرعي الأغنام والأبقار. تمتلك الإدارة ميناءً في مدينة فراي بنتوس.

## الحكومة

بلديات مقاطعة ريو نيغرو: 1) نويفو بيرلين، 2) سان خافيير، 3) يونغ.

تذكر المادة 262 من دستور الجمهورية تتولى المجالس الإدارية إدارة شؤون الإدارات باستثناء خدمة الأمن العام. تقع مقرات هذه المجالس في عواصم الإدارات، وتباشر أعمالها بعد مرور ستين يومًا على انتخابها. كما تنص المادة على أنه يجوز للعمدة تفويض السلطات المحلية بموافقة المجلس الإداري لأداء بعض المهام ضمن المناطق الإقليمية التابعة لكل منها.

### البلديات
أنشئت بلديتين في إدارة ريو نيغرو بموجب القانون 18653 الصادر في 15 مارس 2010: يانغ ونويفو برلين. وحددت حدودها الجغرافية وفقًا للمرسوم 273/2010 الصادر عن مجلس مقاطعة ريو نيغرو. أنشئت البلدية الثالثة سان خافيير بمبادرة من مجلس المقاطعة في مارس 2013.